# Гура-Бордулуй
Гура-Бордулуй (рум. Gura Bordului) — село у повіті Хунедоара в Румунії. Входить до складу комуни Лунка-Черній-де-Жос.
Село розташоване на відстані 310 км на північний захід від Бухареста, 39 км на південний захід від Деви, 102 км на схід від Тімішоари.

## Населення
За даними перепису населення 2002 року у селі проживала 81 особа, усі — румуни. Усі жителі села рідною мовою назвали румунську.